# Gillian Zinser
Gillian Zinser, née le 25 octobre 1985 à Washington, D.C., est une actrice américaine et argentine notamment connue pour son rôle d'Ivy dans la série télévisée 90210 Beverly Hills : Nouvelle Génération.

## Biographie

### Carrière
Sa première apparition à la télévision était en 2009 dans un épisode de la série Cupid. Elle fait également une apparition dans la série Cold Case avant d'intégrer le casting de 90210, où elle incarne le rôle d'Ivy Sullivan, une lycéenne de 17 ans un peu garçon manqué, qui se démène pour obtenir ce qu'elle veut et qui pratique le surf à haut niveau.
En 2011, Zinser apparaît dans son premier long métrage, A Truth Below, un téléfilm pour MTV. Elle a également rejoint le casting pour le thriller qui sortira prochainement Liars All, aux côtés de Matt Lanter et Sara Paxton. En mai 2012, Gillian a annoncé qu'elle quittait la série 90210. Elle a également fait une apparition dans le film d'Oliver Stone, Savages.

### Philanthropie
Durant l'été 2011, elle a travaillé avec l'association Artists for Peace and Justice qui a pour mission de construire des écoles afin de venir en aide aux plus pauvres régions d'Haïti. Elle travaille avec son partenaire à l'écran Manish Dayal pour l'organisme Be The Match.

## Filmographie

### Cinéma
- 2010 : Ecstasy de Dennis Jappinen : Amanda Crawford
- 2010 : The Truth Below de Scott Glosserman : Jenna
- 2012 : Savages de Oliver Stone : une fille sur la plage
- 2013 : Liars All de Brian Brightly : Missy
- 2014 : Asthma : Kara
- 2015 : Always Worthy : Mara
- 2016 : Halfway : Eliza
- 2017 : Anna et Ben : Sheena
- 2020 : Holy New York : Rose
- 2021 : The Guilty : Jess Baylor (voix)
- 2022 : Smile : Holly

### Télévision

#### Séries télévisées
- 2009 : Cold Case : Vonda Martin en 1995 (saison 7, épisode 2)
- 2009 : Love Therapy : Beatnik (saison 1, épisode 3)
- 2009–2012 : 90210 Beverly Hills : Nouvelle Génération : Ivy Sullivan (60 épisodes)
- 2010 : Southland : Chloe Sherman (saison 2, épisode 2)
- 2018 : Blindspot : Eve (saison 4, épisode 7)
- 2019 : Stumptown : Coach Mary Jane 'MJ' Glenway

#### Téléfilms
- 2015 : Le Mal par le mal de Tristan Dubois : Sarah Harris